# ميثانية رزمية بحيرية
ميثانية رزمية بحيرية (الاسم العلمي:Methanosarcina lacustris) هي نوع من العتائق تتبع جنس الميثانية الرزمية من فصيلة الميثاناوية الرزمية     .	